# Mošeja Džuma, Hiva
Mošeja Džuma  ({{langx|uz|Juma masjid / Жума масжид|'Petkova mošeja') je mošeja iz 10. do 18. stoletja v mestu Hiva v Uzbekistanu. Je eden glavnih spomenikov Ičan Kale, obzidanega starega mesta Hive, ki je na seznamu Unescove svetovne dediščine. Stoji sredi Ičan Kale, ob cesti, ki povezuje zahodna vrata (Ota darvoza) in vzhodna vrata (Polvon darvoza). Mošeja je bila prvič dokumentirana v 10. stoletju, vendar je bila obnovljena leta 1788.

## Zunanjost in minaret
Mošeja Džuma je dobila svojo obliko v 18. stoletju. Je primer starodavnega tipa velike mošeje, katere površino premošča raven strop, ki ga podpirajo leseni stebri. Takšne mošeje so bile značilne za Arabijo v 7. in 8. stoletju. Načelo odprtega dvorišča je omogočilo, da se stavba uporablja ne le kot prostor za čaščenje, temveč tudi kot prostor za srečanja in pouk. V Srednji Aziji ni stavbe, ki bi se lahko primerjala z mošejo Džuma.
Velika mošeja iz 18. stoletja je morda rezultat zadnje večje rekonstrukcije. Geometrijo notranjosti, opisano kot čarobno, ustvarja 212 izrezljanih vitkih stebrov v 17 vrstah. Ti so razporejeni v kvadratno mrežo, ki meri 3,15 metra krat 3,15 metra. Večina dreves, iz katerih so narejeni stebri, je bila posekana v 13. in 14. stoletju. Drugi stebri izvirajo iz porušenih srednjeveških stavb. Najstarejši stebri, uporabljeni v Veliki mošeji, verjetno izvirajo iz horezmske prestolnice Kat, ki jo je uničila Amu Darja. 21 stebrov je datiranih v obdobje od 10. do 12. stoletja. Imajo napise v obliki stare arabske kufske pisave. Štirje drugi stebri imajo napise v jeziku naši. Kasnejši stebri iz 18. in 19. stoletja s cvetličnimi in rastlinskimi ornamenti so uvrščeni v tako imenovani tip Hiva. Enotna višina stebrov je dosežena s kamnitimi podstavki.
Notranjost Velike mošeje je osvetljena s strešnimi okni. Te zagotavljajo le delno temo tudi v sončnih dneh. Pod južnim strešnim oknom je majhen Houz. Na severni strani pred mošejo stoji minaret mošeje Džuma visok 42 m.